# Jüdischer Friedhof (Aldenhoven)

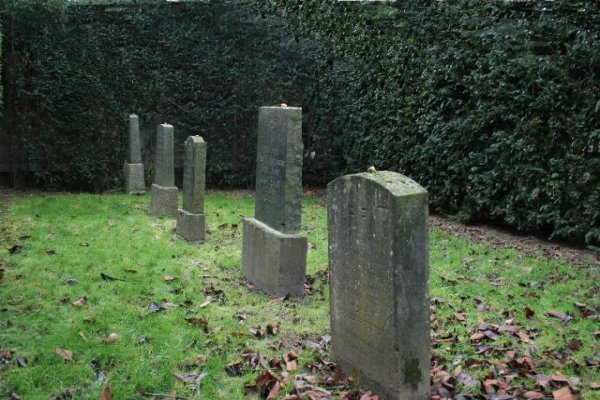

Der Jüdische Friedhof befindet sich in der Gerberstraße in Aldenhoven im Kreis Düren (Nordrhein-Westfalen).
Der Friedhof liegt versteckt hinter Garagen. Er wurde von 1820 bis 1935 belegt. Heute stehen dort nur noch fünf Grabsteine (Mazewot). Der Begräbnisplatz wurde 1939 an eine Privatperson verkauft. 1953 erwarb die Jewish Trust Corporation den kleineren belegten, etwa 158 m² großen Teil. Ursprünglich war der Friedhof siebenmal größer.